# Maurice Audibert

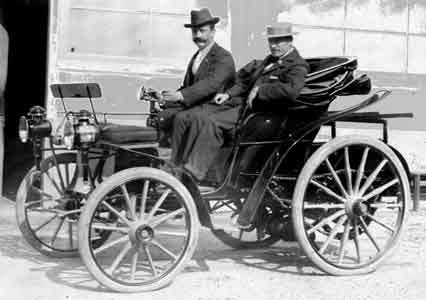
Audibert & Lavirotte type Vis à Vis uit 1896 met de beide heren in de auto.

Maurice Audibert (Lyon, 1867 – 1931) was een Franse autobouwer en ondernemer.
Samen met Émile Lavirotte ontwikkelde Audibert in 1984 een auto. Dit bleek zo'n succes dat ze onder de naam Audibert & Lavirotte een firma voor het bouwen van auto's opzetten. De zaken gingen goed, maar in 1901 kwamen aandeelhouders niet met het beloofde geld over de brug, wat het bloeiende bedrijf de das om deed. In 1902 kocht Marius Berliet de onderneming.
Audibert werd directeur bij het eveneens uit Lyon afkomstige Rochet-Schneider. In 1904 ging hij naar Buire, een groot industrieel conglomeraat. In 1910 ontwikkelde hij een procedé voor films in kleur. In 1919 bouwde hij op basis van een Packard een soort camper, wellicht de eerste camper ter wereld, en trok hiermee door Frankrijk.
Audibert was gehuwd en had vijf kinderen. Hij stierf op 64-jarige leeftijd.